# J'suis QLF
Singles de PNL
DA
(2016) Naha
(2016)
Pistes de Dans la légende
Mira
(4) La vie est belle
(6)
J'suis QLF est un single du groupe de rap français PNL, sortie le 15 juillet 2016. Le titre est certifié single de diamant.

## Historique
Dans la lignée de ce qui a été avec les autres singles, la date et l'heure de sortie du single sont annoncés à l'avance sur les réseaux sociaux.

## Certification
| Région                                                                                                 | Certification | Ventes/Streams |
| --- | ------------- | -------------- |
| France                                                                                                 | Diamant       | 35 000 000*    |
| *Ventes selon la certification ^Mise en rayon selon la certification xNon précisé par la certification |               |                |